# Monasterio de La Rábida
El monasterio de Santa María de La Rábida, comúnmente denominado monasterio de La Rábida, es en realidad un convento perteneciente a los franciscanos. Se encuentra en el término municipal de Palos de la Frontera, en la provincia andaluza de Huelva (Andalucía, España).
Fue erigido entre los siglos XIV-XV. Destacan, por su interés artístico, la iglesia gótico-mudéjar, las estancias decoradas con frescos de Daniel Vázquez Díaz, el claustro y el museo, donde se conservan numerosos objetos conmemorativos del descubrimiento de América. En la iglesia se encuentra la imagen de la advocación mariana que da nombre al monasterio, Santa María de la Rábida, también denominada Virgen de los Milagros. Se trata de una escultura de estilo gótico, del siglo XIII aproximadamente, realizada en alabastro. 
El monasterio tiene 2137 m² de extensión y es de planta irregular. A lo largo de sus más de quinientos años de historia ha sufrido modificaciones, sobre todo a raíz del terremoto de Lisboa de 1755. En él se hospedó Cristóbal Colón años antes de partir hacia el Nuevo Mundo, cuando aún se encontraba preparando su proyecto. En este monasterio se encuentra enterrado Martín Alonso Pinzón, que falleció a los pocos días del regreso del primer viaje colombino. Asimismo, al regreso de alguna de sus expediciones de conquista, llegaron a este cenobio franciscano Hernán Cortés, Gonzalo de Sandoval y Francisco Pizarro. Por estas razones forma parte destacada del itinerario histórico y artístico conocido como los Lugares Colombinos.
El monasterio fue declarado Monumento Histórico y Artístico de la Nación por Real Orden de 23 de febrero de 1856, siendo el tercer Monumento Nacional en España. Mereció además la declaración de Primer Monumento Histórico de los Pueblos Hispánicos en 1949. El 28 de febrero de 1992 le fue otorgada por parte de la Junta de Andalucía la Medalla de Oro de Andalucía. En la declaración de la IX Cumbre Iberoamericana de jefes de Estado y presidentes de Gobierno, en La Habana, se reconoció a la Rábida como lugar de encuentro de la Comunidad Iberoamericana de Naciones. Este monasterio ha mantenido siempre fuertes vínculos con los pueblos iberoamericanos.
En 2016 fue incorporado a la Lista Indicativa del Patrimonio de la Humanidad con la propuesta llamada "Monasterio de Santa María de la Rábida y los Lugares Colombinos de Huelva".

## Historia

### Los orígenes: fundación, tradición y realidad
El monasterio se eleva sobre un alcor, que domina la confluencia de los ríos Tinto y Odiel, conocido desde antiguo como Peña de Saturno. 
Sobre los orígenes de la Rábida existen una serie de leyendas recogidas en un antiguo códice de fray Felipe de Santiago. Según estas leyendas, en tiempos de los fenicios habría existido un altar dedicado a su dios Baal (posteriormente equiparado con Hércules) y más tarde los romanos habrían elegido este mismo lugar para venerar a su diosa Proserpina. Los árabes levantarían aquí un pequeño morabito con monjes-caballeros similares a los de las órdenes cristianas. Este tipo de morabito musulmán solía estar en la costa fronteriza y tomaba el nombre de rábida o rápita (del árabe رِبَاطْ —ribāt— mediante el imalado andalusí رَّٰبِاظَة —rábīda—), de donde le vendría la denominación. Los ascetas musulmanes se perfeccionaban espiritualmente al tiempo que defendían el lugar fronterizo. En el siglo XIII, tras la conquista cristiana, pertenecería ya a los Caballeros Templarios, bajo la advocación de Nuestra Señora de los Milagros. Esta misma tradición cuenta que el propio san Francisco de Asís llegó a este lugar en compañía de doce discípulos para fundar un pequeño y humilde monasterio franciscano.
El religioso fray Francisco de Gonzaga, historiador de la orden franciscana (siglo XVI), fijó el origen de la fundación del Monasterio de La Rábida en 1261. Sin embargo, documentalmente, la carta fundacional del convento es una bula del papa Benedicto XIII, que data del 7 de diciembre de 1412, y que concede a fray Juan Rodríguez y sus compañeros religiosos, moradores del Eremitorio de Santa María de La Rábida desde 1403, el permiso pontificio para establecerse en comunidad.
Dado el enclave que ocupaba, el lugar fue desde el principio un refugio o fortaleza para defenderse de los ataques frecuentes de los piratas que merodeaban la costa. El papa Eugenio IV otorgó una bula de indulgencias para todo aquel que ayudara en este sitio a los viajeros necesitados. Gran parte de las estancias conventuales fueron construidas en aquellos años (primeros del siglo XV). Los nobles de la comarca y los vecinos del lugar ayudaron y colaboraron en gran medida.

### Descubrimiento y evangelización de América

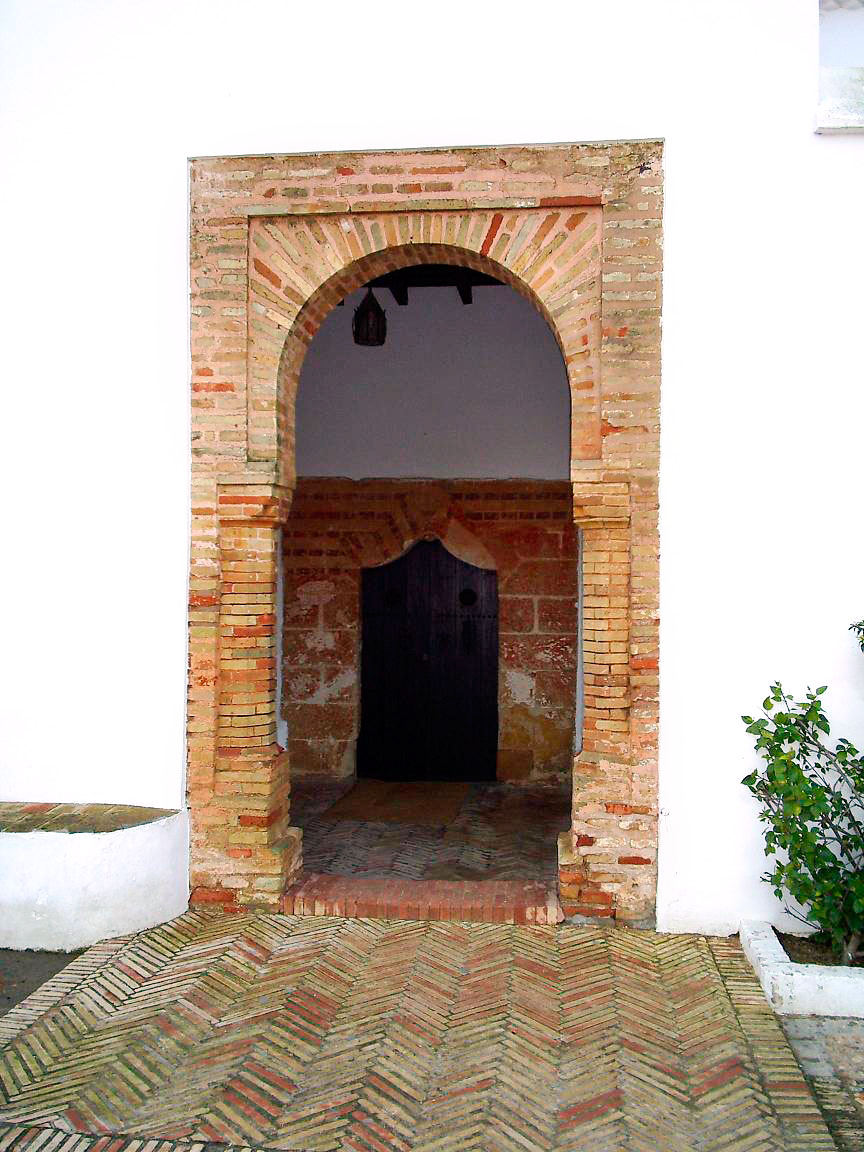
Puerta por donde la tradición indica que pasó Colón. Su arco de medio punto peraltado da acceso a un pequeño zaguán desde donde se accede al monasterio a través de una puerta gótica de sillería de piedra con un arco conopial.

El monasterio cobró gran importancia en la historia a partir de la llegada de Cristóbal Colón, quien encontró refugio y atención entre los frailes del Monasterio de La Rábida.
En 1485 Colón llegó por primera vez a este cenobio, y en el que se hospedó y recibió apoyo para su empresa descubridora. Entre los religiosos de este convento encontró ayuda tanto científica como espiritual. Hombres como fray Juan Pérez y fray Antonio de Marchena fueron claves para sus intereses, ya que le ayudaron en sus contactos con la corona y con la marinería de la zona. Fueron ellos los que le pusieron en contacto con Martín Alonso Pinzón (codescubridor de América), rico armador y líder natural de la zona, gracias al cual consiguió ayuda económica y reclutó los hombres necesarios para la empresa.

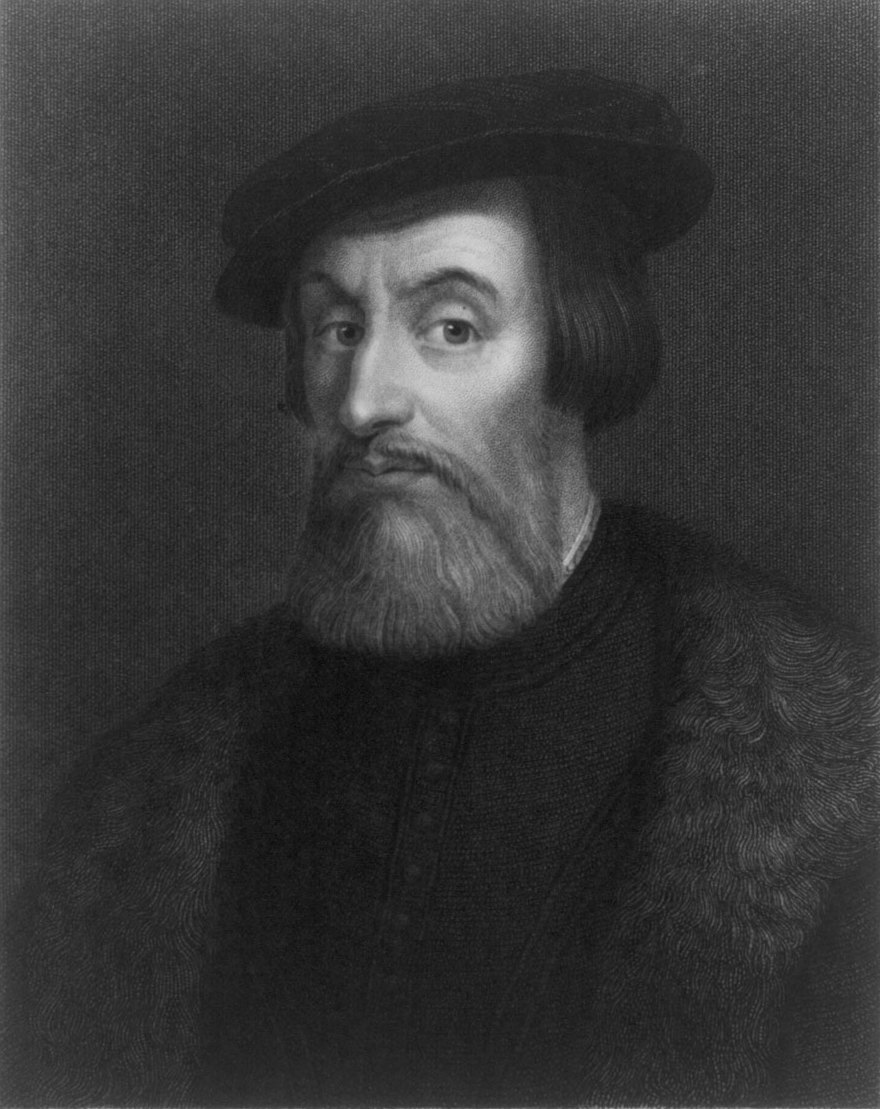
Hernán Cortés, conquistador español, visitó el Monasterio de La Rábida al regreso de la conquista de Nueva España.

Martín Alonso Pinzón se encuentra enterrado en este monasterio. Llegó a su villa natal, tras el primer viaje colombino, gravemente enfermo. Murió a los quince o veinte días de su vuelta y fue enterrado en la iglesia del Monasterio de La Rábida, a los pies de la Virgen de los Milagros y con hábito franciscano como sudario, según su voluntad.
En mayo de 1528 arribó al puerto de Palos Hernán Cortés, tras conseguir la conquista de Nueva España. Se hospedó en el monasterio. Venía acompañado de su amigo y compañero Gonzalo de Sandoval, quien desembarcó gravemente enfermo, muriendo a los pocos días en una fonda de Palos donde estaba hospedado. Se trasladó su cuerpo sin vida al monasterio, donde fue enterrado cerca del altar de la Virgen de los Milagros. Pocos días después llegó Francisco Pizarro a Palos, dirigiéndose también al convento, donde, aparte de recibir ayuda espiritual, se entrevistó con su pariente Hernán Cortés.
También sirvió de inspiración la vida monástica y contemplativa de este cenobio para los hombres que fueron a evangelizar las tierras recién descubiertas: fray Juan de Palos, fray Juan Izquierdo, y otros franciscanos y religiosos de Palos de la Frontera y los pueblos vecinos que tuvieron especial relevancia en la evangelización de América.

### Historia contemporánea
A comienzos del siglo XIX, durante la Guerra de la Independencia Española, las tropas napoleónicas exclaustraron el monasterio y lo devastaron. Los frailes regresaron posteriormente. En 1820, durante el Trienio Liberal, el convento fue exclaustrado, regresando los religiosos en 1823. Tras la desamortización, el 25 de julio de 1835, el monasterio quedó abandonado y deteriorado.

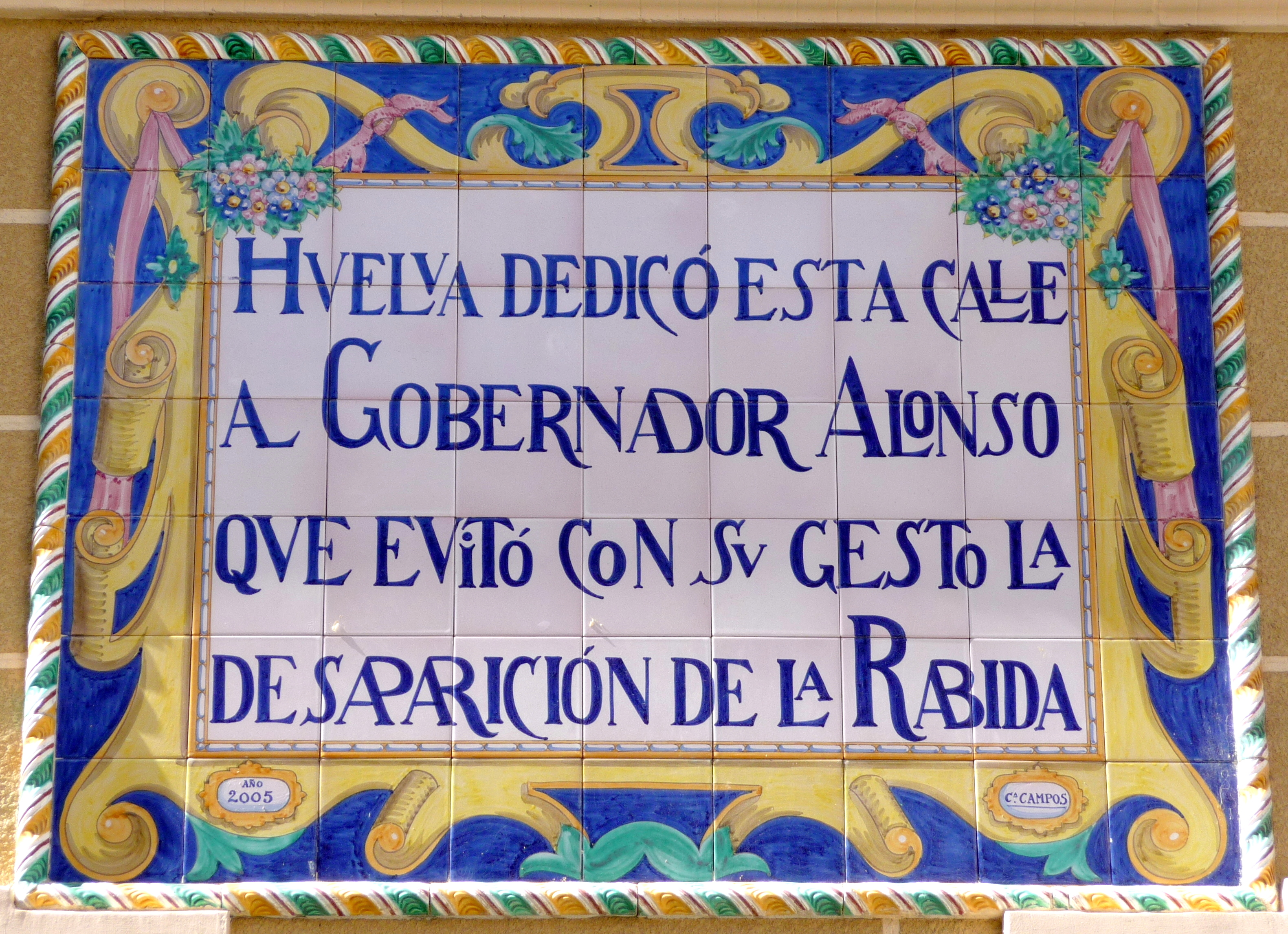
Panel de azulejos, homenaje de la ciudad de Huelva a Mariano Alonso y Castillo.

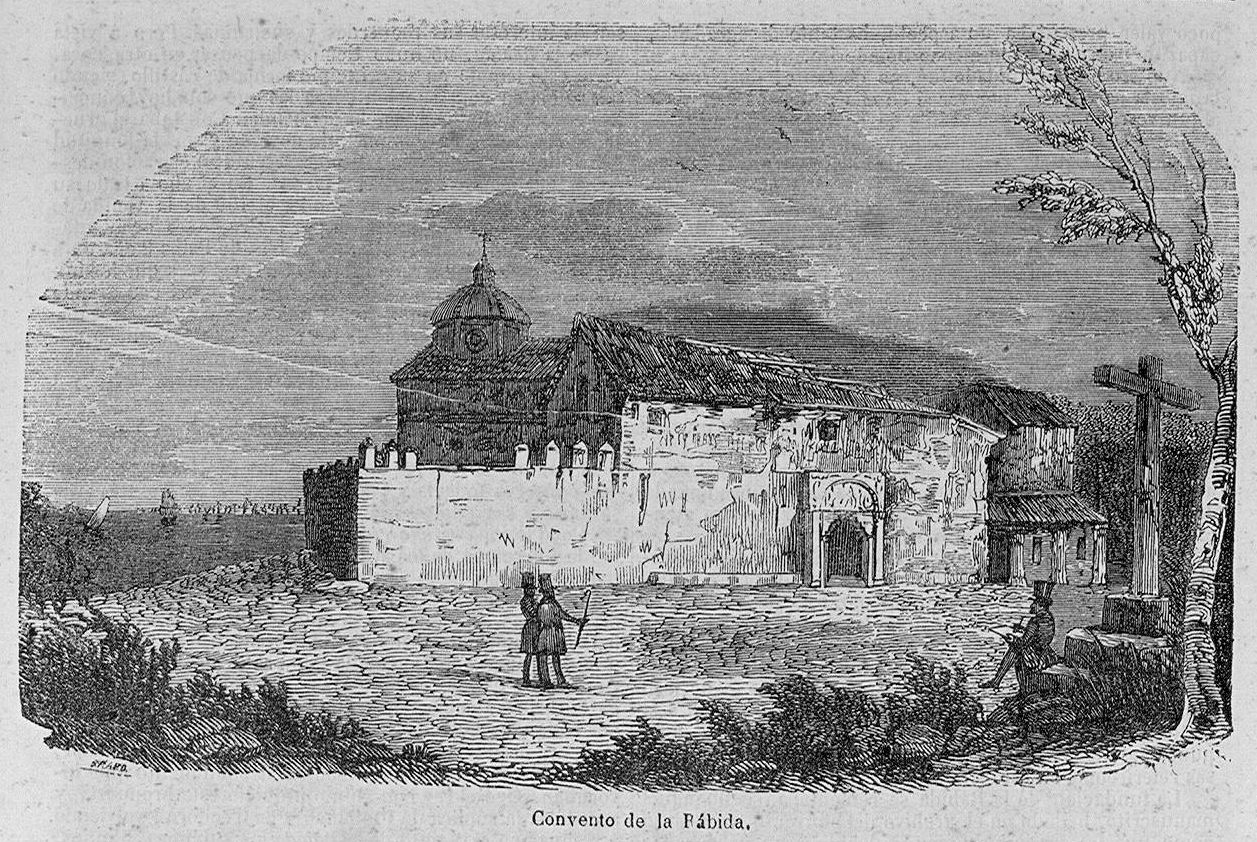
Grabado del inmueble publicado en el Semanario Pintoresco Español en 1849.

El 8 de enero de 1851 el gobernador de la provincia de Huelva, José María Escudero, consultó al Ministerio de Comercio, Instrucción y Obras Públicas el poner en venta lo que quedase del monasterio y, con ese importe, construir un modesto monumento a Colón en aquel terreno. Tras esto, el ministerio realizó una tasación que lo valoró en 4 950 reales. Mariano Alonso y Castillo fue nombrado gobernador de la provincia de Huelva el 24 de enero de 1851. El ministro de la Gobernación, Fermín de Arteta, le encargó el 5 de agosto de 1851 el derribo del monasterio, que se encontraba abandonado y deteriorado. Él, conocedor de la importancia histórica del sitio, recurrió esta decisión política, consiguiendo que quedase sin efecto. En agradecimiento, 17 de noviembre de 1919, el Ayuntamiento de Huelva, a petición de la Sociedad Colombina, nombró a una calle Gobernador Alonso, junto a la calle Hernán Cortés. En 1852 fundó la Sociedad Económica de Amigos del País de la Provincia de Huelva. En el Monasterio de La Rábida se encuentra un retrato suyo regalado por el Ayuntamiento de Huelva a la Real Sociedad Colombina Onubense con motivo de las Fiestas Colombinas de 1928. Dejó de ser gobernador el 10 de julio de 1853. Aquel año fue nombrado gobernador Bernabé López Bago. El 11 de marzo de 1854 el monasterio fue visitado por duque de Montpensier, su esposa, María Luisa de Borbón, y María Amelia de Borbón-Dos Sicilias. Estos donaron 7 000 reales de vellón para la restauración del monasterio. Para este fin, se recaudaron 67 131 reales de vellón. La inauguración de la restauración tuvo lugar el 15 de abril de 1855. Asistió el duque de Montpensier y María Luisa de Borbón, el duque de Nemours y su esposa Victoria de Sajonia-Coburgo-Kohary, y las autoridades civiles y militares de la provincia de Huelva y de los municipios de Palos de la Frontera y Moguer.
Fue declarado Monumento Nacional por Real Orden de 23 de febrero de 1856.

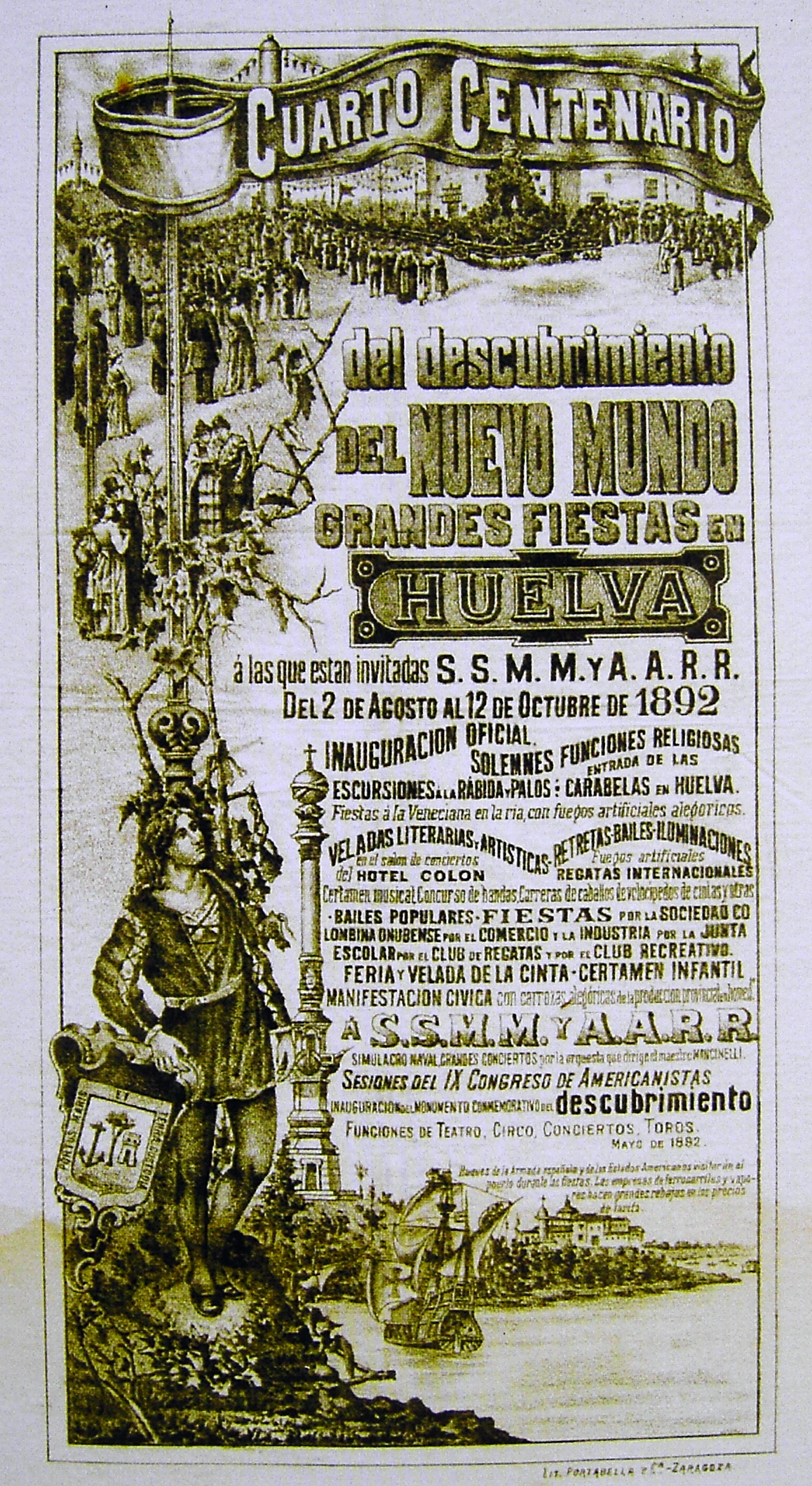
Cartel anunciador de las Grandes Fiestas en Huelva del IV Centenario del Descubrimiento de América. 1892.

En 1882, el rey Alfonso XII visitó el monasterio. En 1888, siendo presidente Práxedes Mateo Sagasta, el Gobierno creó una Comisión Central para la conmemoración del IV Centenario del Descubrimiento de América. En febrero de 1890 fue a Huelva un grupo formado por el ministro de Fomento Santos Isasa y Valseca, el ministro de Ultramar Antonio María Fabié y el director general de Obras Públicas, Mariano Catalina, para la restauración del monasterio y para la construcción de un monumento. En julio de 1890 llegó a la presidencia Antonio Cánovas del Castillo. La Real Sociedad Colombina Onubense le nombró socio protector el 5 de noviembre de 1890. A partir de 1891 las actividades conmemorativas de la provincia de Huelva fueron organizadas por una Junta Directiva, presidida por Antonio Cánovas del Castillo. La Junta Directiva situó en la provincia de Huelva las conmemoraciones del 3 de agosto, aniversario de la partida de las tres carabelas, y del 12 de octubre, aniversario de la llegada a América.
La restauración del monasterio fue realizada por el arquitecto Ricardo Velázquez Bosco, que supo respetar el ambiente y el espíritu del edificio original. Velázquez Bosco realizó también un monumento, cerca del monasterio, en un terreno donado por Carlos María Fitz-James Stuart y Palafox, duque de Alba.
Entre el 7 y el 11 de octubre de 1892 se celebró en este monasterio el IX Congreso Internacional de Americanistas. Estuvo presidido por el ministro de Ultramar, Antonio María Fabié. Fue inaugurado por el presidente del Gobierno, Antonio Cánovas del Castillo, presidente honorario de aquel congreso.
En la Exposición Mundial Colombina de Chicago se construyó una réplica del Monasterio de Santa María de la Rábida. La casa de Alba cedió unos manuscritos de Cristóbal Colón que fueron expuestos en ese lugar.
Con motivo de la celebración del IV Centenario del Descubrimiento de América, el monasterio fue el centro de los actos celebrados, contando para la ocasión con la presencia de la familia real, formada por la reina regente, María Cristina y sus hijos, el rey Alfonso XIII, la Princesa de Asturias, María de las Mercedes, y la Infanta María Teresa. En su visita, María Cristina firmó varios decretos: entre los que destaca el real decreto por el que se declaraba fiesta nacional el 12 de octubre,
La toma de posesión oficial del monasterio por los franciscanos tuvo lugar en 1920, una vez cedido el edificio en 1919 a la orden seráfica, según anota el profeso de Asís en La Rábida Luis García Nieto, bibliotecario y cronista de aquella efeméride. Un acontecimiento especialmente importante, gracias al mecenazgo y gestiones realizadas por Antonio Mora Claros.
Ya en el siglo XX, el monasterio es testigo del vuelo del Plus Ultra. Los tripulantes de dicha expedición se hospedaron en el monasterio antes de iniciar el viaje Palos de la Frontera-Buenos Aires. Celebraron una misa frente a la Virgen de los Milagros, que se encontraba circunstancialmente en la Parroquia de San Jorge de Palos de la Frontera, y finalmente, el 22 de enero de 1926, partieron del Muelle de la Calzadilla, elevándose el hidroavión frente al convento. Al regreso de los tripulantes, el rey Alfonso XIII celebró una misa de acción de gracias también ante la patrona de Palos, en la Iglesia de San Jorge, para dirigirse posteriormente al Monasterio de La Rábida a celebrar los actos conmemorativos por el éxito del vuelo.
El 3 de agosto de 1992 se celebró en el interior del monasterio un Consejo de Ministros del Gobierno de España, presidido por el rey de España Juan Carlos I.
El 14 de junio de 1993 el papa Juan Pablo II visitó el monasterio con motivo de la coronación pontificia de la imagen de la Virgen de los Milagros.

#### Celebraciones de la Real Sociedad Colombina Onubense
La Real Sociedad Colombina Onubense fue creada en 1880 para poner en valor todos aquellos lugares relacionados con el Descubrimiento de América, por lo que desde entonces ha venido desarrollando diferentes actos en el monasterio, considerado por la sociedad como «sede espiritual».
Durante los primeros que se celebraron, y con la colaboración de otras instituciones públicas y privadas, esta sociedad se encargó de fomentar las actividades del 3 de agosto en La Rábida, buscando hacer del monasterio el eje de las celebraciones en honor a la partida de la expedición colombina. Así, todos los años preside los actos conmemorativos de la efeméride, participa en la ceremonia religiosa, realiza una salve a la Virgen de los Milagros y oficia una ceremonia de izado de banderas en el exterior. Todo ello finaliza con una sesión extraordinaria de la Real Sociedad en el patio mudéjar. Con motivo del Día de la Hispanidad, el 12 de octubre, efectúa también diversos actos en el monasterio.

## El edificio

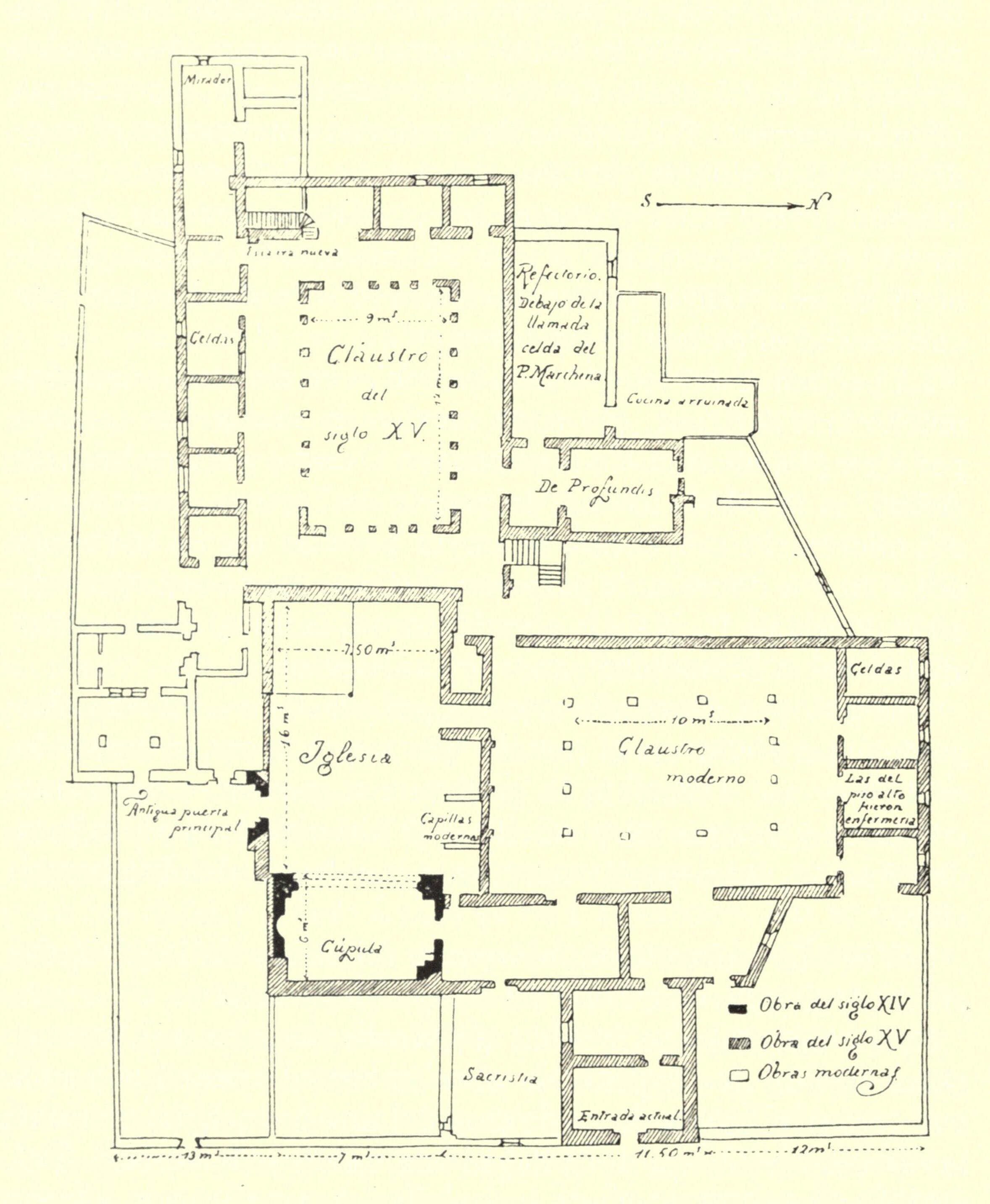
Planta del inmueble en un plano de 1892

El monasterio se encuentra al suroeste del casco urbano de Palos de la Frontera, muy cerca del océano Atlántico. Está situado en un pequeño cerro, cerca de la desembocadura del río Tinto, donde este se une con el río Odiel conformando la ría de Huelva.
Tiene una superficie de 2137 m², es de planta irregular y su conjunto externo es de estructura medieval. A largo de los más de cinco siglos de existencia de este edificio se han ido incorporando diversos elementos nuevos, si bien el conjunto arquitectónico conserva los aspectos más importantes de su construcción original.

### Iglesia

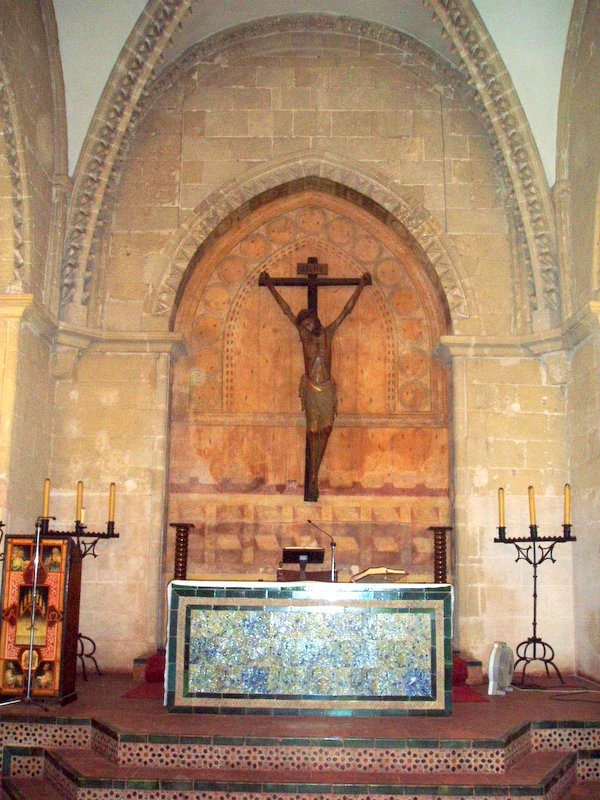
Presbiterio de la iglesia del Monasterio de la Rábida.

No se puede precisar con seguridad la fecha de su construcción. El edificio está compuesto por tres partes principales: la única nave principal, el presbiterio/capilla mayor y la capilla de Virgen de los Milagros. Uno de los elementos con mayor antigüedad que se conservan es un arco que da entrada a una pequeña capilla. Se pueden ver algunos frescos originales que son piezas de arte de gran valor. El techo está cubierto por un artesonado en madera policromada de influencia mudéjar, del siglo XIX, realizado por Ricardo Velázquez Bosco, que eliminó la anterior bóveda de cañón, construida en el siglo XVIII. Sobre las paredes hay diez cuadros del pintor Juan de Dios Fernández, del siglo XVIII, con representaciones de la vida de san Francisco. Presidiendo el altar mayor está la escultura de Jesucristo Crucificado, del siglo XV, que sustituyó a una anterior destruida durante la guerra civil española. En el lado norte del presbiterio hay una puerta que comunica este con la actual sacristía, que es de planta rectangular, y está presidida por un Crucificado de León Ortega de 1962, el Cristo del Mayor Dolor. En el muro sur hay una pequeña capilla dedicada a la titular del convento y patrona del municipio, Santa María de la Rábida - Virgen de los Milagros. La iglesia está comunicada con el claustro de la portería por medio de unos arcos de clara influencia almohade.

### Claustro mudéjar

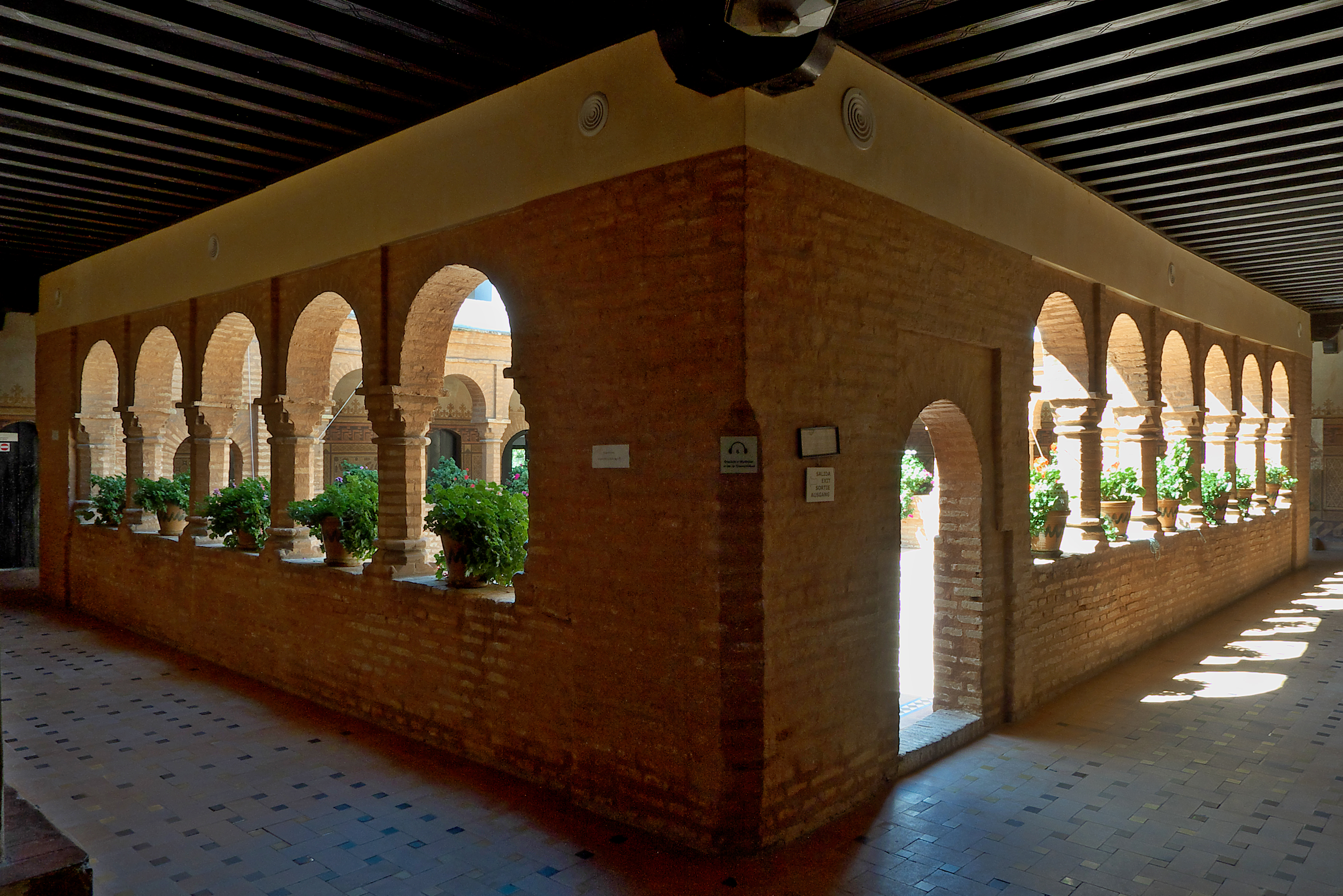
Claustro principal del monasterio.

De estilo mudéjar, data del siglo XV y es el conjunto del monasterio que mejor se conservó tras el terremoto de Lisboa. En el siglo XVII fue ampliado con otro piso construido con almenas para la defensa de las invasiones piratas. En sus cuatro galerías bajas se conservan algunos trozos de la primitiva decoración mudéjar del siglo XV, pintados al fresco, y que fueron completados en restauraciones posteriores al seísmo. En el segundo piso hay una exposición permanente de maquetas a escala de las tres carabelas: la Pinta, la Niña y la Santa María.
En los laterales de este claustro se encuentran la Sala de las Conferencias y el refectorio histórico. La Sala de las Conferencias es el lugar donde la tradición indica que tuvieron lugar los encuentros de Colón con fray Juan Pérez, donde le habría confesado los pormenores y secretos de su proyecto. El refectorio es una sala rectangular con un púlpito encalado para la lectura; en él se encuentra un crucificado de estilo románico, datado a comienzos del siglo XIV, además de varios lienzos de épocas diversas.

### Sala capitular
Es una sala rectangular y amplia de aspecto recoleto y sencillo. Popularmente se ha conocido como la celda del padre Marchena. Se trata de la celda más grande del monasterio; algunos colombinistas sostienen que en esta sala podrían haber tenido varias de las conversaciones de La Rábida tanto con fray Antonio de Marchena como con Pinzón o el físico de Palos Garcí Fernández. Se reconstruyó en el XVII. Tiene un buen artesonado que data del siglo XVIII; asimismo completan la sala varias obras de arte ambientadas en los personajes históricos del descubrimiento: Colón, fray Antonio de Marchena, Martín Alonso Pinzón, Vicente Yáñez Pinzón y otros. En 1992, durante la Celebración del V Centenario del Descubrimiento de América, fue utilizada como sede de un consejo de ministros presidido por el rey Juan Carlos I.

### Otras dependencias
- La biblioteca guarda documentos y objetos de valor histórico, como una copia del mapamundi de Juan de la Cosa en el que aparece por primera vez la costa americana.
- Existe una sala donde se exhiben las banderas de cada uno de los países americanos y una arqueta que contiene tierra procedente de dichos países.[52]
- Poema del Descubrimiento, sala decorada con frescos en colores pastel, obra del pintor español Daniel Vázquez Díaz, realizado en 1930.[53] Los temas de estas pinturas discurren en torno a la llegada de Colón a La Rábida, su expedición descubridora, la partida del puerto de Palos y demás hechos históricos. El estilo de las pinturas es de un incipiente cubismo recién aprendido por el autor en París.

## Virgen de los Milagros o Santa María de La Rábida

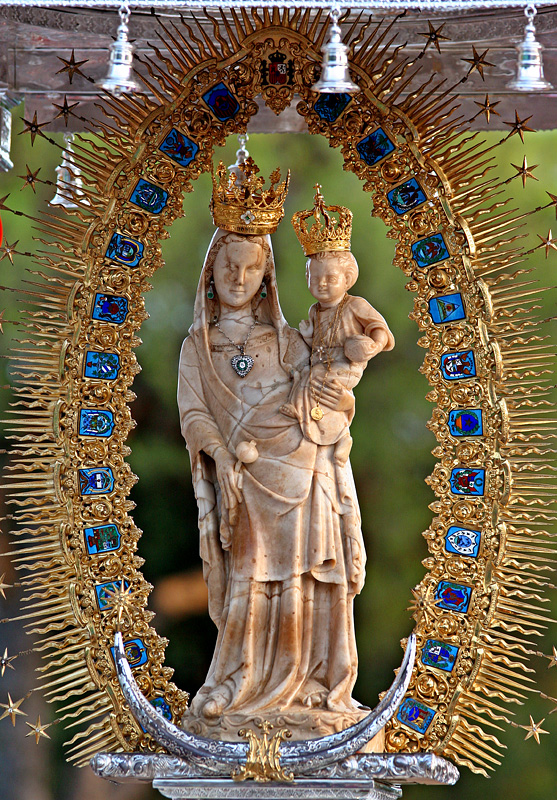
N.ª S.ª de los Milagros. Procesión en torno al paraje de La Rábida durante su romería en agosto.

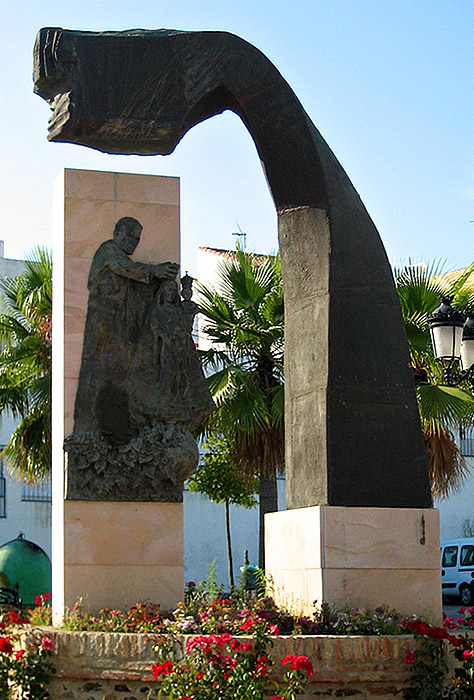
Monumento a la Coronación de la Virgen de los Milagros por Juan Pablo II en 1993. Plaza de España de Palos de la Frontera.

La Virgen de los Milagros o Santa María de La Rábida, conocida por ambos nombres indistintamente, es la patrona del monasterio y de Palos de la Frontera. La imagen de la Virgen es una escultura de alabastro de pequeño tamaño (unos 54 cm), fechada en el siglo XIV. Es una muestra del gótico francés, concretamente del manierista y elegante estilo normando, que imprime en la figura una singular curvatura, de manera que cambia de aspecto según se varíe la perspectiva desde donde se contemple.
Según una leyenda sin base histórica, esta imagen fue traída en uno de sus viajes por un marinero de Palos de la Frontera y después, a la llegada de los árabes, fue ocultada en el fondo de la ría de Huelva. Más tarde la rescataron con sus redes unos pescadores y la devolvieron a la iglesia del monasterio. 
Según documentos existentes en la Parroquia de San Jorge de Palos de la Frontera, en una restauración que se hizo en la imagen de la Virgen en el siglo XVIII, encontraron restos de sal y de limo marino, como si hubiera estado sumergida en el mar.
Sí corresponde a la historia el hecho de que Colón y parte de su tripulación oraran ante esta imagen horas antes de iniciar el viaje que los llevaría a las costas del Nuevo Continente.
A lo largo de su historia se le han atribuido múltiples favores y milagros, tanto de sanaciones como de prodigios en favor de la defensa de las costas de la zona de ataques piráticos. Es por ello que muy pronto se la empezó a denominar «de los Milagros», que comparte con su primigenio y original nombre «de La Rábida».
En 1967 fue ratificado de forma canónica el patronato que ostentaba desde antiguo sobre Palos de la Frontera.
La imagen de la Virgen fue coronada canónicamente por el papa Juan Pablo II el 14 de junio de 1993, siendo los padrinos de la coronación los reyes de España, Juan Carlos I y Sofía, representados por su hija la infanta Cristina. Es la única imagen de la Virgen coronada por este papa en España. Asimismo, recibió el título de alcaldesa perpetua de la ciudad.
Cada año, el 4 de agosto, es trasladada a Palos de la Frontera, a la Parroquia de San Jorge, donde permanece durante el mes estival para recibir los honores que le tributan los fieles de dicha localidad. El 15 de agosto, coincidiendo con la festividad de la Asunción de la Virgen, y después de la solemne función religiosa, se realiza una procesión en su honor por las principales calles de la localidad. Y ya el último fin de semana de agosto es trasladada de nuevo al Monasterio de La Rábida, donde, en el entorno del monasterio, tiene lugar una típica romería andaluza, finalizando así los actos de la ciudad palerma en honor de la Virgen de los Milagros.

## Paraje de La Rábida

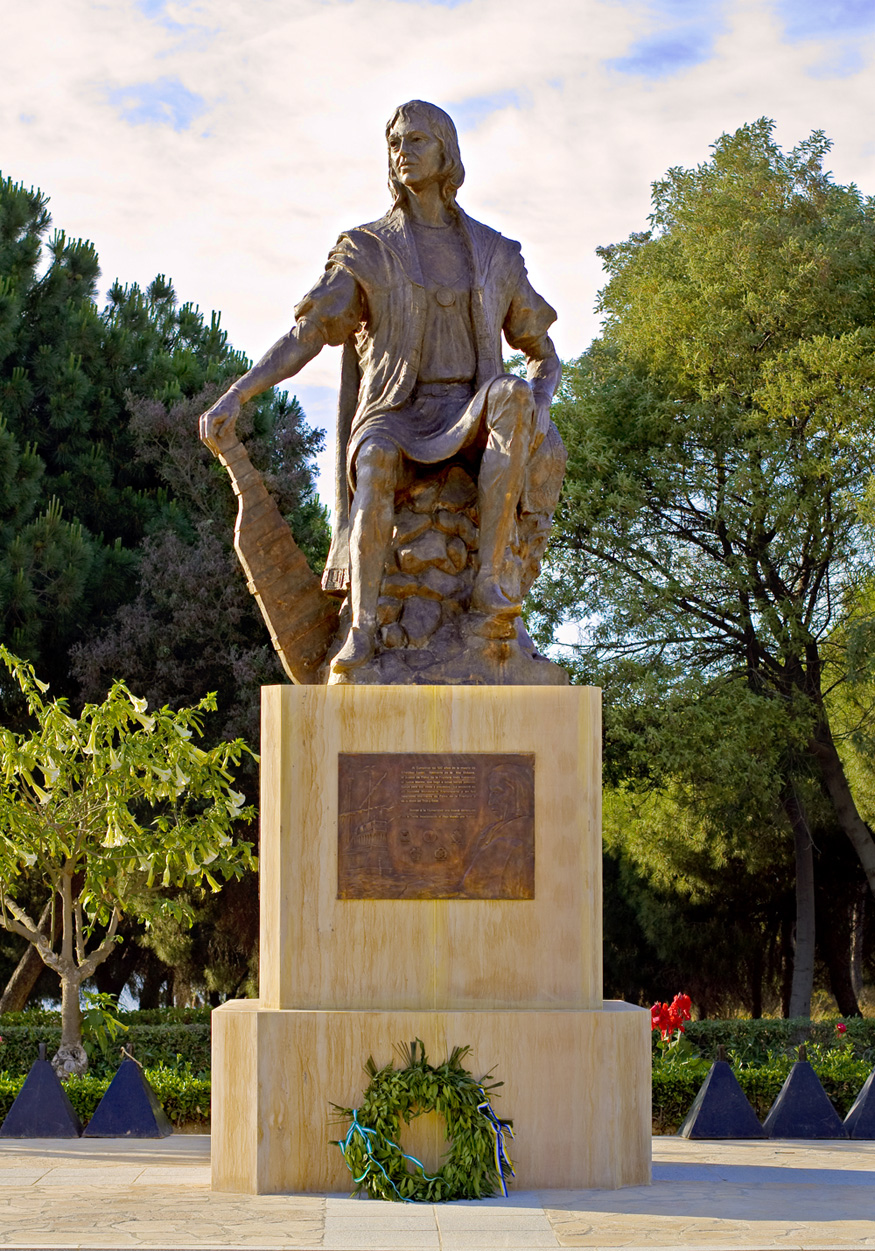
Monumento a Cristóbal Colón inaugurado con motivo del 500 aniversario de su fallecimiento, realizado por Alberto Germán Franco.

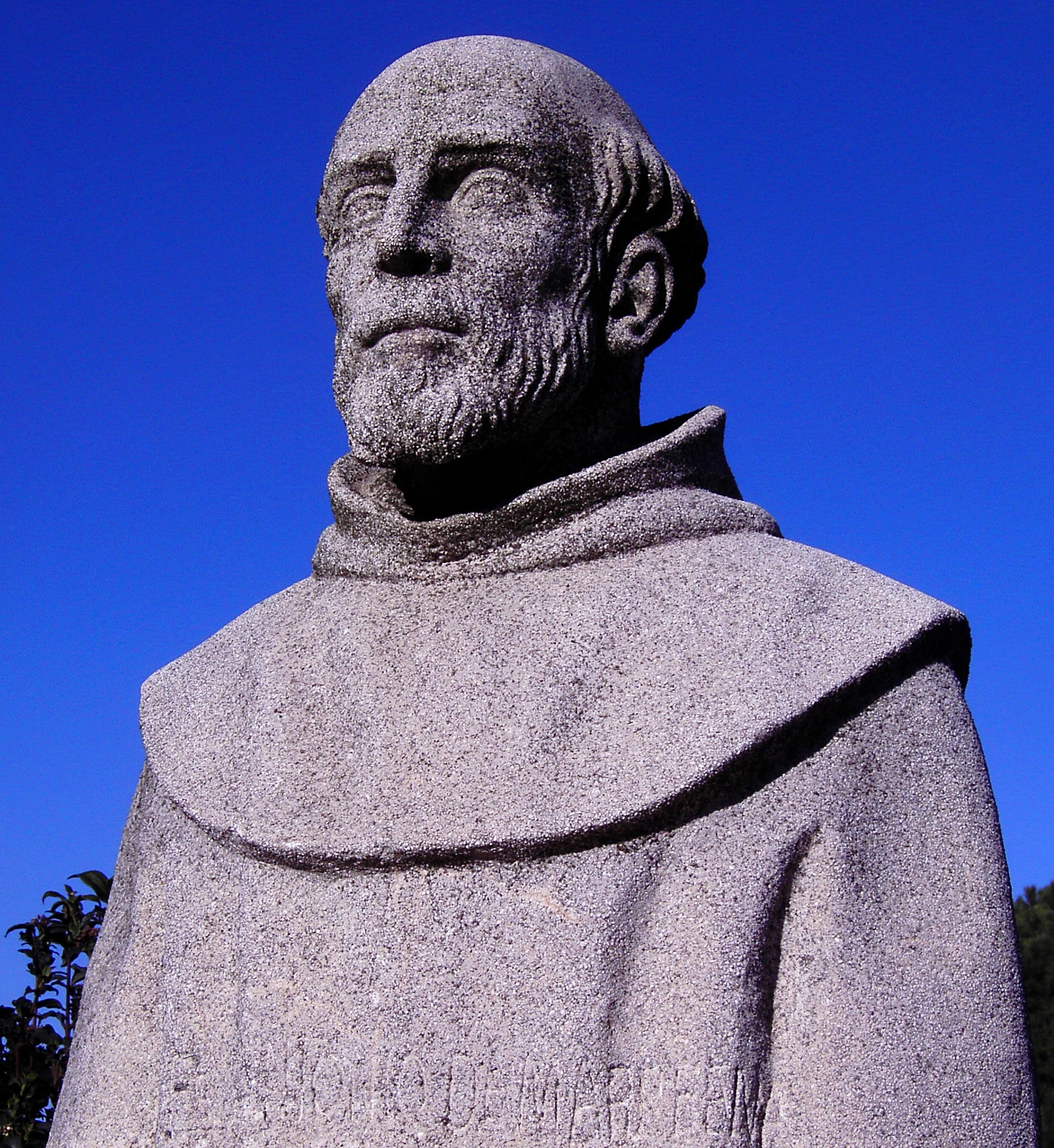
Fray Antonio de Marchena, fraile franciscano, se encontraba en 1484 en calidad de custodio de la orden. Recibió a Colón en su primera visita al monasterio.

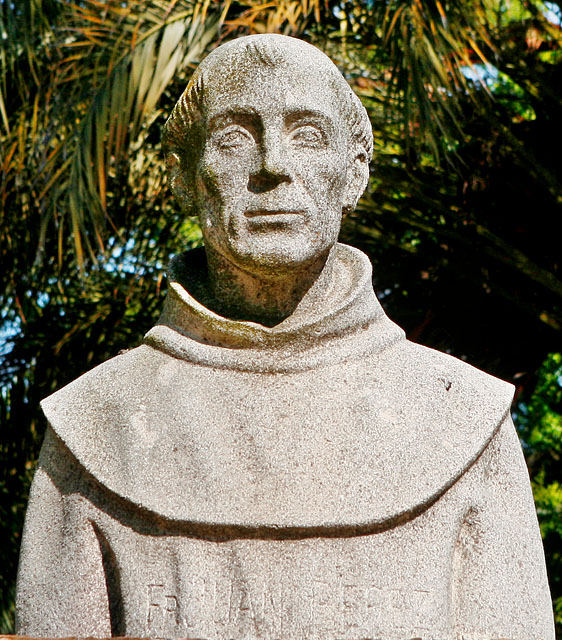
Fray Juan Pérez, fraile franciscano del Monasterio de La Rábida que apoyó el proyecto de Colón ante la corte y lo puso en contacto con la marinería local.

Frente a la puerta de entrada puede verse una cruz de hierro y los bustos de los franciscanos fray Juan Pérez y fray Antonio de Marchena, ambos obra del escultor León Ortega. Junto a la entrada de la tienda de recuerdos hay una placa de azulejos con la siguiente inscripción:

La Rábida es la primera afirmación del movimiento hispanoamericano. El lugar donde se engendró el Nuevo Mundo es sagrado para la emoción racial. El español o americano que sienta hondo y eleve el pensamiento ¿no nos ayudará en nuestros propósitos de convertir en amor y paz la fuerza que irradia este humilde monasterio? El Cristo ante el cual oraron Colón, fray Juan Pérez, Marchena y los Pinzón abre sus brazos a los hombres de todas las creencias y buena voluntad.

En los jardines del exterior del monasterio se encuentra una escultura dedicada al almirante Cristóbal Colón, que fue inaugurada con motivo de la celebración del 500 aniversario de su fallecimiento. Cerca de esta escultura se halla el Monumento a los Descubridores, obra que se levantó para la celebración del IV Centenario del Descubrimiento de América. Es de piedra blanca y está tallada con numerosas figuras y escenas sobre el tema del descubrimiento, evangelización y colonización americana.

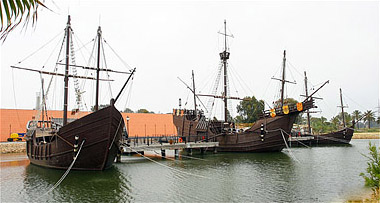
Réplicas de la Niña, la Pinta y la Santa María de 1992 en el Muelle de las Carabelas.

Con motivo de las celebraciones del V Centenario del Descubrimiento de América, se realizaron en el entorno del monasterio notables mejoras, entre las que cabe destacar la construcción del Foro Iberoamericano, obra de los arquitectos Álvarez Checa y Corbelo. Se trata de un teatro al aire libre, de semejante construcción a edificios del mundo clásico grecorromano, con capacidad para 4000 espectadores y en el que se celebran diversos actos tanto musicales como culturales. Con motivo de dicha efemérides se construyó el Jardín Botánico José Celestino Mutis, un paraje natural donde se puede observar la flora característica de Iberoamérica. 
Frente al Foro Iberoamericano se construyó el Muelle de las Carabelas, que es un museo donde se encuentran las reproducciones de la Niña, la Pinta y la Santa María que se construyeron en 1992 para celebrar el V Centenario del descubrimiento de América. El gobierno español realizó una reproducción de las naves usadas por Cristóbal Colón y el resto de la expedición en el viaje del descubrimiento. Los tres navíos formaron parte de la Exposición Universal de Sevilla, así como de numerosas exposiciones a lo largo de Europa y América. Desde 1994 el Muelle de las Carabelas está abierto al público, gozando de un notable aumento de visitantes año tras año. Así, en el año 2007 se alcanzó el récord de visitas, con una cifra cercana a los 200 000 visitantes, que situaba la media de visitas diarias en torno a 550 personas.